# جین ونهام
جین ونهام (انگلیسی: Jane Wenham؛ زادهٔ ۲۶ نوامبر ۱۹۲۷) بازیگر اهل بریتانیا است.
از فیلم‌ها یا مجموعه‌های تلویزیونی که وی در آن‌ها نقش داشته‌است، می‌توان به دانتون ابی و هلیم اشاره نمود.